# RJO PSV-EHV
De RJO PSV-EHV is een samenwerkingsverband tussen de jeugdopleidingen van de Nederlandse betaaldvoetbalclubs PSV (voetbalclub) en FC Eindhoven enerzijds en de gecombineerde voetbalacademie VVV-Venlo/Helmond Sport anderzijds.
Dit samenwerkingsverband is na goedkeuring van de KNVB per 1 juli 2013 gestart.

## RJO PSV / Eindhoven
Eerder al, sinds augustus 2009 werkten de jeugdopleidingen van PSV en FC Eindhoven zeer intensief samen.

### Teams
| Team         | Categorie  | Competitie                  | Locatie     | Trainer                       |
| ------------ | ---------- | --------------------------- | ----------- | ----------------------------- |
| Jong PSV     | <23 jaar   | Eerste Divisie              | De Herdgang | Peter Uneken                  |
| PSV A1 (O19) | 18-19 jaar | A-Junioren Eredivisie       | De Herdgang | Ruud van Nistelrooij          |
| PSV B1 (O17) | 16-17 jaar | B-Junioren Eredivisie       | De Herdgang | ?                             |
| PSV B2 (O16) | 16-17 jaar | Onder 16 Poule Zuid         | De Herdgang | Kristof Aelbrecht             |
| PSV C1 (O15) | 14-15 jaar | C-junioren Eredivisie       | De Herdgang | Edwin de Wijs                 |
| PSV C2 (O14) | 14-15 jaar | Onder 14 Poule Zuid         | De Herdgang | ?                             |
| PSV D1 (O13) | 12-13 jaar | D-pupillen Eerste divisie B | De Herdgang | Bastiaan Riemersma            |
| PSV D2 (O12) | 12-13 jaar | -                           | De Herdgang | Joonas Kolkka, Patrick Paauwe |
| PSV D3 (O11) | 12-13 jaar | -                           | De Herdgang | Tim Wolf                      |
| PSV E1 (O10) | 10-11 jaar | -                           | De Herdgang | Rick Antonise                 |
| PSV F1 (O9)  | 8-9 jaar   | -                           | De Herdgang | Martin de Laat                |

## Voetbalacademie VVV-Venlo / Helmond Sport
In het seizoen 2010-2011 is de gezamenlijke opleiding van VVV-Venlo en Helmond Sport tot stand gekomen.

### Teams
| Team                   | Categorie  | Competitie                  | Locatie                         | Trainer                     |
| ---------------------- | ---------- | --------------------------- | ------------------------------- | --------------------------- |
| VVV/HS 2               | <23 jaar   | Reservecompetitie Poule B   | Stadion De Koel, Lavans Stadion | Rick de Rooij, Jay Driessen |
| VVV/HS A1 (O19)        | 18-19 jaar | A-Junioren Eerste divisie   | Stadion De Koel                 | Mario Verlijsdonk           |
| VVV/HS B1 (O17)        | 16-17 jaar | B-Junioren Eerste divisie   | Lavans Stadion                  | Joop Oosterveld             |
| VVV/HS C1 (O15)        | 14-15 jaar | C-junioren Eredivisie       | Stadion De Koel                 | Roy Schijven                |
| VVV/HS C2 (O14)        | 14-15 jaar | Onder 14 Poule Zuid         | Lavans Stadion                  | Remond Strijbosch           |
| VVV/HS D1 (O13)        | 12-13 jaar | D-pupillen Eerste divisie B | Stadion De Koel                 | Roger Bongaerts             |
| VVV-Venlo D2 (O12)     | 12-13 jaar | -                           | Stadion De Koel                 | Anjo Coppus                 |
| Helmond Sport D2 (O12) | 12-13 jaar | -                           | Lavans Stadion                  | Sepp Schoofs                |
| VVV-Venlo E1 (O11)     | 10-11 jaar | -                           | Stadion De Koel                 | Sven Kuypers                |
| Helmond Sport E1 (O11) | 10-11 jaar | -                           | Lavans Stadion                  | Erik van de Bogaard         |
| VVV-Venlo E2 (O10)     | 10-11 jaar | -                           | Stadion De Koel                 | Mauro van de Looij          |
| Helmond Sport E2 (O10) | 10-11 jaar | -                           | Lavans Stadion                  | Jeffrey van Gool            |
| VVV-Venlo F1 (O9)      | 8-9 jaar   | -                           | Stadion De Koel                 | Rick Houben                 |
| Helmond Sport F1 (O9)  | 8-9 jaar   | -                           | Lavans Stadion                  | Youri van Brussel           |